# 시마모토정
시마모토정(일본어: 島本町)은 일본 오사카부 미시마군의 정이다.
교토부 남서부의 오토쿠니군 오야마자키정과 인접하며, 가쓰라가와강, 우지강, 기즈강이 야마자키 지협에서 합류해 요도강이 되는 장소에 있어 예로부터 교토 분지에서 오사카 평야로 빠지는 교통의 요충지였다. 오사카시와 교토시의 주택 지역으로서 주택지 개발도 진행되고 있다.

## 지리
요도강의 지류인 미나세강 유역이 대부분을 차지하고 있다. 정역은 북서에서 남동 방향으로 길고 북서쪽으로 갈수록 고도가 높아진다. 면적의 70% 가까이가 산악·구릉지이다. 남동쪽 요도강가의 작은 저지에 시가지가 있고 여기를 도카이도 신칸센, 도카이도 본선, 한큐 교토 본선, 메이신 고속도로 등의 교통 간선이 집중해 빠져 나가고 있다. 가쓰라가와강, 우지강, 기즈강 등 세 하천이 합류하는 지점에 해당하고 각각의 하천 수온이 달라서 겨울에는 안개가 많이 발생한다. 해발은 샤카다케가 631.4m로 최고점이고 최저점은 다카하마의 8.5m이다.

## 역사
- 1889년 4월 1일 - 정촌제 시행으로 시마카미군 시마모토촌이 성립하였다.
- 1896년 4월 1일 - 미시마군이 성립하였다.
- 1940년 4월 1일 - 정으로 승격해 미시마군 시마모토정이 되어 현재에 이른다.

## 교통

### 철도
- 한큐 전철 교토 본선
- 서일본 여객철도 도카이도 본선 (● JR 교토선)
  - (← 교토부 오토쿠니군 오야마자키정) - 시마모토역 - (다카쓰키시 →)

### 도로
- 메이신 고속도로
- 국도 제171호선 (일본)(일본어판)